# Atmetochilus
Atmetochilus là một chi nhện trong họ Nemesiidae.
Atmetochilus được miêu tả năm 1887 bởi Simon.

## Các loài
Atmetochilus có các loài sau:
- Atmetochilus atriceps Pocock, 1900
- Atmetochilus fossor Simon, 1887